# Język marau
Język marau – język austronezyjski używany w prowincji Papua w Indonezji. Według danych szacunkowych z 1987 r. (SIL International) posługiwało się nim wówczas 1700 osób.
W 1961 r. odnotowano, że jego użytkownicy zamieszkują pięć wsi w zachodniej części wyspy Yapen: Marau, Makiroan, Ohar, Natabui i Warabori. 
Na poziomie słownictwa jest bardzo bliski językowi munggui, być może chodzi o dialekty jednego języka (choć wyd. 22 Ethnologue klasyfikuje je oddzielnie). Odrębny status tych języków postulował J.C. Anceaux (1961), co odzwierciedlają też późniejsze prace.
J.C. Anceaux wyróżnił trzy dialekty (dialekt wsi Marau, Makiroan i Ohar oraz dialekty wsi Natabui i Warabori). W publikacji Ethnologue zidentyfikowano jedynie odmianę dialektalną warabori (natabui, warembori).
Uchodzi za zagrożony wymarciem. Stwierdzono, że w Marau rozprzestrzenił się język ansus, który odgrywa pewną rolę jako regionalny język wehikularny.